# Mikael Soisalo
Mikael Soisalo (Helsinki, 24 aprile 1998) è un calciatore finlandese, attaccante della Puskás Akadémia.

## Carriera

### Club
Cresciuto nell'Honka, nel 2013 si trasferisce all'HJK. Dopo tre stagioni complessive trascorse con il club di Helsinki, di cui una con la squadra riserve del Klubi 04, il 14 dicembre 2015 firma un triennale con l'Ilves. Disputata un'ottima stagione a livello individuale, il 5 gennaio 2017 passa al Middlesbrough. Il 15 giugno 2018 viene acquistato dallo Zulte Waregem, legandosi ai belgi fino al 2021.
Il 29 gennaio 2020 si trasferisce in prestito al Varzim.

### Nazionale
Ha giocato in tutte le nazionali giovanili finlandesi, esordendo con l'under-21 il 5 settembre 2017, in occasione della partita di qualificazione all'Europeo 2019 pareggiata contro le Fær Øer.
Il 26 marzo 2022 ha esordito in nazionale maggiore nell'amichevole pareggiata 1-1 contro l'Islanda.

## Statistiche

### Presenze e reti nei club
Statistiche aggiornate all'11 novembre 2020.
| Stagione             | Squadra              | Campionato           | Campionato | Campionato | Coppe nazionali | Coppe nazionali | Coppe nazionali | Coppe continentali | Coppe continentali | Coppe continentali | Altre coppe | Altre coppe | Altre coppe | Totale | Totale | Totale |
| Stagione             | Squadra              | Comp                 | Pres       | Reti       | Comp            | Pres            | Reti            | Comp               | Pres               | Reti               | Comp        | Pres        | Reti        | Pres   | Reti   |        |
| -------------------- | -------------------- | -------------------- | ---------- | ---------- | --------------- | --------------- | --------------- | ------------------ | ------------------ | ------------------ | ----------- | ----------- | ----------- | ------ | ------ | ------ |
| 2015                 | Klubi 04             | KK                   | 4          | 0          | -               | -               | -               | -                  | -                  | -                  | -           | -           | -           | 4      | 0      |        |
| 2016                 | Ilves Tampere        | VL                   | 31         | 7          | CF+LC           | 2+5             | 0               | -                  | -                  | -                  | -           | -           | -           | 38     | 7      |        |
| 2018-2019            | Zulte Waregem        | D1                   | 20+8       | 1          | CB              | 0               | 0               | -                  | -                  | -                  | -           | -           | -           | 28     | 1      |        |
| 2019-gen. 2020       | Zulte Waregem        | D1                   | 2          | 0          | CB              | 0               | 0               | -                  | -                  | -                  | -           | -           | -           | 2      | 0      |        |
| gen.-giu. 2020       | Varzim               | SL                   | 2          | 0          | TdP+TdL         | -               | -               | -                  | -                  | -                  | -           | -           | -           | 2      | 0      |        |
| 2020-2021            | Zulte Waregem        | D1                   | 2          | 0          | CB              | 0               | 0               | -                  | -                  | -                  | -           | -           | -           | 2      | 0      |        |
| Totale Zulte Waregem | Totale Zulte Waregem | Totale Zulte Waregem | 32         | 1          |                 | 0               | 0               |                    | -                  | -                  |             | -           | -           | 32     | 1      |        |
| Totale carriera      | Totale carriera      | Totale carriera      | 69         | 8          |                 | 7               | 0               |                    | -                  | -                  |             | -           | -           | 76     | 8      |        |